# Pierre Kipré

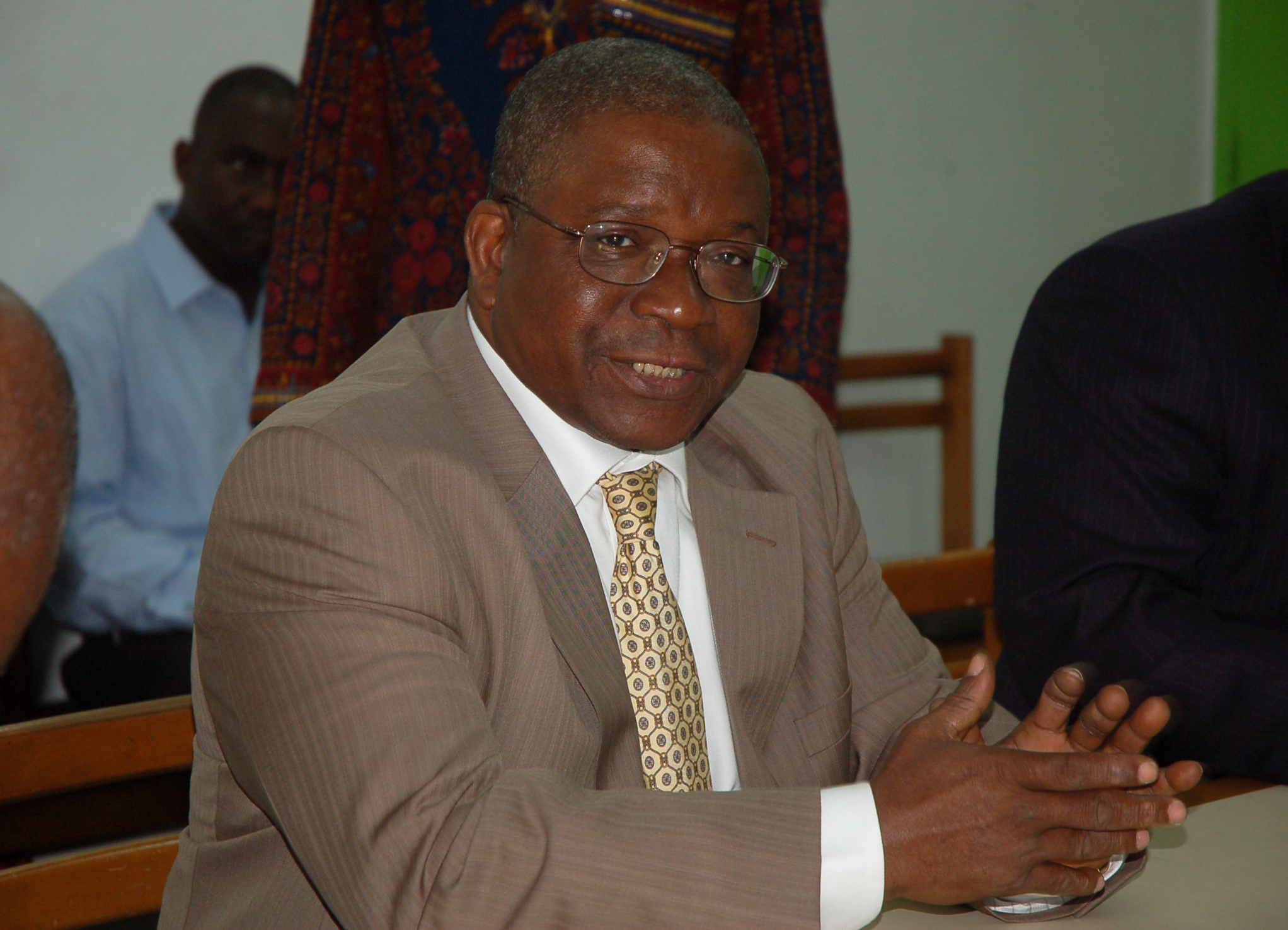
Pierre Kipré

Pierre Kipré (* 1945) ist ein ivorischer Diplomat, Historiker und Schriftsteller. Er war bis Ende 2010 der ivorische Botschafter in Frankreich.
1987 bekam er für sein Buch „Villes de Côte d’Ivoire (1893–1940)“ den Noma-Preis für afrikanische Literatur.
Kipré stellte sich während der Regierungskrise in der Elfenbeinküste 2010/2011 auf die Seite von Laurent Gbagbo.